# Rising (album de Donovan)
Pour les articles homonymes, voir Rising.
Albums de Donovan
Lady of the Stars
(1984) One Night in Time
(1993)
Rising est un album live de Donovan sorti en 1990.

## Titres
Toutes les chansons sont de Donovan Leitch, sauf mention contraire.
1. Jennifer Juniper – 2:25
2. Catch the Wind – 2:50
3. Hurdy Gurdy Man – 6:04
4. Sunshine Superman – 3:57
5. Sadness – 2:56
6. Universal Soldier (Buffy Sainte-Marie) – 2:49
7. Cosmic Wheels – 4:05
8. Atlantis – 3:06
9. Wear Your Love Like Heaven – 2:17
10. To Susan on the West Coast Waiting – 1:39
11. Colours – 2:29
12. Young Girl Blues – 5:01
13. Young but Growing (trad. arr. Donovan) – 3:41
14. Stealing (trad. arr. Donovan) – 4:10
15. Sailing Homeward – 3:04
16. Love Will Find a Way – 2:44
17. Laléna – 3:16
18. Make Up Your Mind – 5:28